# West Barsham
West Barsham – wieś w Anglii, w hrabstwie Norfolk, w dystrykcie North Norfolk. Leży 42 km na północny zachód od Norwich i 165 km na północny wschód od Londynu. W 2001 miejscowość liczyła 224 mieszkańców.